# Quintin Hogg
|  | Per a altres significats, vegeu «Quintin Hogg (mercader)». |

Quintin McGarel Hogg (Londres, 9 d'octubre de 1907 - 12 d'octubre de 2001) fou un jutge i polític conservador britànic; fou igualment Baró de Hailsham de St. Marylebone, KG, CH, PC, QC, 2n Vescomte d'Hailsham (1950-1963).
Era fill de Douglas Hogg, 1r Vescomte Hailsham, que fou Lord Canciller i net de Quintin Hogg, mercader, filantrop i reformador de l'educació. Va anar a l'Eton College i a l'escola Christ Church, d'Oxford. Feu carrera acadèmica. Es llicencià en dret. També fou Rector de la Universitat de Glasgow, entre el 1959 i el 1962.

## Política a la Segona Guerra Mundial
El 1938, Hogg fou elegit com candidat pel Parlament britànic pels partit Conservador. Hogg va votar contra Neville Chamberlain al Debat de Noruega del maig de 1940, i donà suport a Winston Churchill. Serví breument a la campanya del desert de la Segona Guerra Mundial sota el comandant Platoon com a capità. Fou ferit el 1941 i hagué de sortir de la línia de front. Abas de deixar l'armada, serví a l'staff del General "Jumbo" Wilson. Tornà a fer vida política.

## Ministre conservador
El pare de Quentin va morir el 1950, cosa que el va fer entrar a la Cambra dels Lords com Segon Vescomte Hailsham. Estigué a l'oposició fins que els Conservadors tornaren al poder el 1951. El 1956 esdevingué Comissari Lord de l'Admiralty. Sota Macmillan, serví com a president del Partit conservador i organitzador de la campanya de les eleccions generals del 1959.
Del 1960 al 1963 fou líder de la Cambra dels Lords.
Al juny de 1963, es defensà a la televisió d'injúries sobre la seva vida sexual fetes per John Profumo.
De l'abril a l'octubre del 1964 fou Secretari d'Estat per l'Educació i la Ciència.
Fou líder de la Cambra dels Lords quan Harold Macmillan era Primer Ministre. Quentin va estar a punt d'aconseguir el lideratge del partit després que aquest el nomenà el seu successor preferit. Però Hogg no ho va aconseguir. Es recorda la campanya de Hogg per la seva robusta retòrica i unes gesticulacions teatrals fortes.
Va servir en el Gabinet a l'Ombra Conservador durant el govern Wilson. Quan el 1970, Edward Heath va guanyar les eleccions generals, va rebre el títol de Lord com Baró de Hailsham de St. Marylebone i va esdevenir Lord Canciller. Fou el primer home d la història que va tornar a la Cambra dels Comuns després d'haver passat per la Cambra dels Lords britànica.

## Retir i mort
Lord Hailsham de St. Marylebone va anunciar que es retirava el 1974. Però quan la seva segona dona morí en un accident de cotxe, el 1978, va anunciar el retorn a la política activa i va servir com Lord Canciller entre 1979 i 1987 sota el govern de Margaret Thatcher
Lord Halisham fou inscrit com a Company d'Honor el 1975 i esdevingué membre de l'Orde de la Lligacama el 1988. A la seva mort, el seu títol passà al seu fill Douglas Hogg, però aquest no té el títol com a Membre de la Cambra dels Lords de manera directa hereditària.

## Obres
La seva obra més important és The Case for Conservatism (1947, Penguin books). En aquest llibre explica els rols que ha de jugar el Conservadorisme, no com oposat al canvi, sinó resistint la volatilitat de la política i la ideologia i defensant un aposició mitjana que tingui en compte el tradicionalisme humà. Diu que els Conservadors s'han d'oposar a la regulació, intervenció i control excessiu procurat pel Socialisme.
Lord Hailsham també és conegut pels seus escrits sobre la fe i les creences. Va publicar la seva autobiografia espiritual: The Door Wherein I Went, que va incloure un capítol sobre l'apologia cristiana (la cerca dels fonaments científics del cristianisme), utilitzant arguments legals sobre les proves de la vida de Crist. El llibre també parla sobre el suïcidi. Els seus escrits sobre la cristiandat han estat subjecte de discussió d'altres autors com Ross Clifford. Lord Hailsham també revisà els temes sobre la fe en les seves memòries A Sparrow's Fight.

## Vida privada
Lord Hailsham es casà tres vegades. Primer amb Natalie Sullivan, que va acabar en divorci quan ell va torna de la Segona Guerra Mundial. El seu segon matrimoni fou amb Mary Evelyn Martyn, que va morir en un accident. El 1978 Hogg es tornà a casar amb Deirdre Margaret Shannon.
Té cinc fills de la seva segona dona.

## Autobiografies
- The Door Wherein I Went (London: Collins, 1975).
- A Sparrow's Flight: Memoirs (London: HarperCollins, 1990).

## Discussió sobre la fe de Lord Hailsham
- Ross Clifford, Leading Lawyers Case for the Resurrection (Alberta: Canadian Institute for Law, Theology and Public Policy, 1996).

## Títols
- Quintin Hogg, Esq (1907–1929)
- The Hon. Quintin Hogg (1929–1938)
- The Hon. Quintin Hogg, MP (1938–1950)
- The Rt Hon. Viscount Hailsham (1950–1953)
- The Rt Hon. Viscount Hailsham, QC (1953–1956)
- The Rt Hon. Viscount Hailsham, PC, QC (1956–1963)
- The Rt Hon. Quintin Hogg, QC, MP (1963–1970)
- The Rt Hon. The Lord Hailsham of St Marylebone, PC, QC (1970–1975)
- The Rt Hon. The Lord Hailsham of St Marylebone, CH, PC, QC (1975–1988)
- The Rt Hon. The Lord Hailsham of St Marylebone, KG, CH, PC, QC (1988–2001)